# Oophaga
Oophaga Bauer, 1994 è un genere di piccoli anfibi anuri della famiglia Dendrobatidae. Questi anfibi sono diffusi in America Centrale e Meridionale.

## Etimologia
Oophaga, dal greco ὠόν (uovo) + φαγεῖν (mangiare, divorare): mangiatore di uova. Questo perché i girini sono cibate dalla madre con le uova non schiuse.

## Distribuzione
Le rane sono diffuse in America Centrale e Meridionale, dal Nicaragua attraverso la Colombia fino al nord dell'Ecuador (ma sempre al di sotto dei 1200 metri di altitudine).
I loro habitat variano molto dato che alcune sono arboree mentre altre prettamente terricole ma in ogni caso i cuccioli si nutrono di uova non fecondate.

## Riproduzione
Nonostante tutti i dendrobatidi dimostrino cure parentali, ciò è particolarmente vero per la specie Oophaga: il cibo è fornito ai cuccioli prevalentemente dalla madre sotto forma di uova non fecondate, il padre pertanto non risulta coinvolto.
Attraverso le uova, la madre passa le tossine difensive ai cuccioli: quelli di Oophaga pumilio nutriti con uova di rane senza alcaloidi non secernono tossine a loro volta (che sono derivate appunto dagli alcaloidi assunti con l'alimentazione).

## Tassonomia
Il genere Oophaga 9 specie:
- Oophaga arborea (Myers, Daly & Martínez, 1984)
- Oophaga granulifera (Taylor, 1958)
- Oophaga histrionica (Berthold, 1845)
- Oophaga lehmanni (Myers & Daly, 1976)
- Oophaga occultator (Myers & Daly, 1976)
- Oophaga pumilio (Schmidt, 1857)
- Oophaga speciosa (Schmidt, 1857)
- Oophaga sylvatica (Funkhouser, 1956)
- Oophaga vicentei (Grant, Frost, Caldwell, Gagliardo, Haddad, Kok, Means, Noonan, Schargel, & Wheeler, 2006)

## Allevamento
È possibile allevare in cattività le Oophaga, ma alcune specie sono tra le più difficili da allevare tra i Dendrobatidae. Le Oophaga pumilio, tuttavia, sono più facili da allevare e sono quindi più popolari tra gli allevatori.